# Carrión de los Céspedes
Carrión de los Céspedes – gmina w Hiszpanii, w prowincji Sewilla, w Andaluzji, o powierzchni 6,01 km². W 2011 roku gmina liczyła 2559 mieszkańców.